# كيرالبس
بلدية كيرالبس (بالإسبانية: Queralbs) هي بلدية تقع في مقاطعة جرندة التابعة لمنطقة كتالونيا شمال شرق إسبانيا.

## الديموغرافيا
بلغ عدد سكان بلدية كيرالبس 186 نسمة عام 2011 (وفقاً للمعهد الوطني الإسباني للإحصاء).
| 192 | 197 | 196 | 202 | 197 | 199 | 186 |